# Knichen (Adelsgeschlecht)

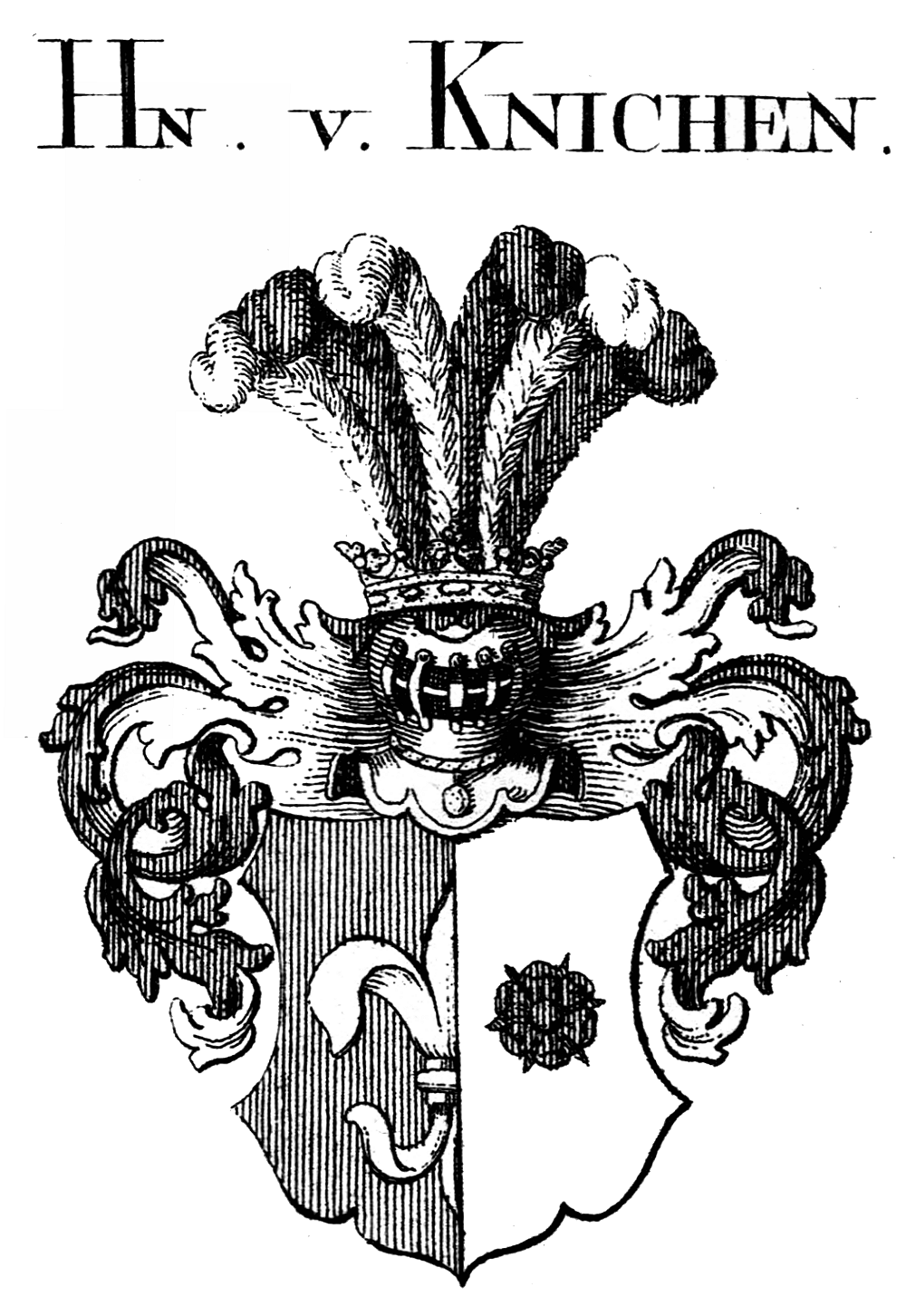
Wappen derer von Knichen

Knichen (auch: Kniechen, Kniche) war der Name einer aus Aschersleben stammenden adeligen Familie in Schlesien, die seit dem 17. Jahrhundert zum böhmischen alten Ritter- und Freiherrnstand zählte.

## Geschichte
Das auf Andreas von Knichen zurückgehende Geschlecht war in Freckleben und Marnitz bei Breslau besitzlich. Familienmitglieder bekleideten Ämter als Kanzler und Staatsräte und traten als Militärs in k. u. k. und königlich-französischen Diensten in Erscheinung. 1736 erfolgte die Erhebung in den böhmischen Freiherrenstand.

## Wappen

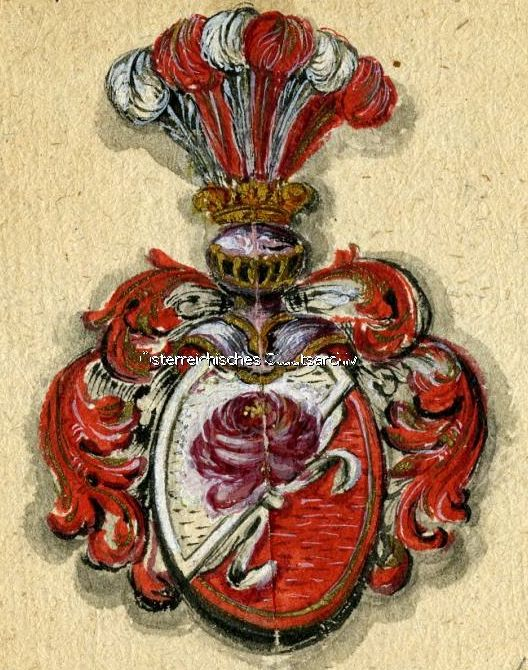
Wappen derer von Knichen, 1698

Stammwappen: Schild der Länge nach geteilt: rechts in Rot eine weiße, halbe Lilie und links in Silber eine rote Rose. Auf dem Helm mit rot–silbernen Decken abwechselnd sechs silberne und rote Straußenfedern.

## Namensträger
- Andreas von Knichen (* 7. April 1564 in Aschersleben; † 7. Juni 1621 in Zerbst), Calvinist[2], Rechtsgelehrter, Dr. jur. utr., 1586 als Professor an der Universität Heidelberg tätig, erwarb das Rittergut Freckleben; Minister für Herzog Johann Ernst von Sachsen-Eisenach, Gesandter des Kaisers Rudolph II. und von diesem in den Reichsadel erhoben, 1614 fürstlich-anhalt-zerbstscher Kanzler; ⚭ 1600 Katharina Wesenbeck
  - Rudolph Gottfried von Knichen († 1683, betagt), anfangs fürstlich-anhaltischer Regierungsrat (1654), später k. k. Regierungsrat des Fürstentums Liegnitz, vier Söhne
    - Arnold Joseph Freiherr von Knichen und Freckleben († um 1748), auf Marnitz/Breslau, Kanzler zu St. Clara in Breslau, 1698 Adelsbestätigung und kaiserlicher Rat, 1719 Oberamtsrat in Schlesien, 1720 königlich-böhmischer Hof- und Kanzleirat, Ritterdiplom von 1723, Freiherrndiplom von 1736
      - Joseph Franz Freiherr von Knichen, erwähnt 1751 in einem Rechtsstreit

    - Christian Wilhelm von Knichen, k.k. Rittmeister, † 1684 vor Belgrad
    - Johann Georg von Knichen († Amiens in der Picardie, als Invalide), franz. Oberst-Wachtmeister in einem schweizerischen Regiment, nach Verwundung von Ludwig XIV. zum Ritter des blauen Ordens ernannt.
    - Friedrich Lebrecht von Knichen zeichnete sich 1722 als k.k. Rittmeister in Ungarn aus
- Johann Kniche, Schulmeister in Aschersleben (1653)[3]